# Maria-Cristina Pitassi
Maria Cristina Pitassi (Rimini, 1954) è una filosofa e teologa italiana.

## Biografia
Diplomata al liceo classico di Rimini si è poi laureata con lode nel 1978 in filosofia all'Università di Bologna. Ha quindi svolto un lavoro di ricerca presso la facoltà di teologia protestante dell'Università di Ginevra, per poi specializzarsi con lode in storia della filosofia presso l'Università di Parma. Presso l'Università di Ginevra, nel 1985, ha quindi conseguito un dottorato di ricerca in lettere e nel 1987 ha ottenuto il diploma di specializzazione in teologia.
Ha svolto attività di docente presso la facoltà di teologia dell'Università di Ginevra dal 1981 al 1988. Presso l'ente di ricerca Institut d’histoire de la Réformation, Università di Ginevra, fino al 2002, è stata professoressa aggiunta in Storia della teologia e della filosofia dal XVII a XVIII secolo, dal 2002 è diventata quindi professoressa ordinaria e direttrice.
Svolge attività di ricerca riguardo alla relazione tra ermeneutica biblica ed epistemologia, evoluzione della teologia e monografie su Marie Huber e Jean Alphonse Turretin.
Dal 1992 fa parte del comitato generale e della redazione del periodico Revue de théologie et de philosophie e collabora con varie riviste, tra cui Intellectual History Review, Rivista di Storia e letteratura religiosa, Rivista di filosofia neo-scolastica, Revue d’histoire et de philosophie religieuses e della redazione de Astérion (rivista elettronica di storia, filosofia e politica) della Scuola Normale Superiore di Lione dal 2005.
Dal 1997 al 2002 è stata consigliera scientifica presso The Oxford Encyclopedia of the Enlightenment, dell'Università di Oxford. Fa parte dei comitati scientifici di ricerca europea La communication manuscrite à l’époque moderne, 1685-1789 dal 1998, della Société Jean-Jacques Rousseau, di storia e medicina e dell’Association Pierre Bayle dal 2004, e dell’International Adviser Board de Church History and Religion Culture dal 2007.

## Premi
- Nel 2002 ha vinto il premio Josèphe Saillet dell’Institut de France.[2]
- Nel 1992 ha vinto il premio della Fondazione Latsis.[3]

## Pubblicazioni
- Lire Jean de Labadie (1610-1674) - Fondation et affranchissement, scritto con Pierre-Antoine Fabre, Nicolas Fornerod e Sophie Houdard, Éditions Classiques Garnier, 2016, 297 pp, ISBN 978-2-406-05886-1.[4]
- Filosofia ed epistolarità: un bilancio provvisorio delle corrispondenze di Pierre Bayle e di Jean-Alphonse Turrettini, fascicolo della Rivista di filosofia neo-scolastica - 2014 - 2, Pubblicazioni dell'Università Cattolica del Sacro Cuore, ed. Vita e Pensiero, 2014.[5]
- La théologie: une anthologie / Tome IV, Les temps modernes, scritto con Bernard Lauret e Daniel-Odon Hurel, Paris, Éditions du Cerf, 2013, 597pp, ISBN 978-2-204-09546-4.[6]
- Les modes de la conversione confessionelle à l'époque moderne - Autobiographie, altérité et construction des identités religieuses, scritto con Daniela Solfaroli Camillocci, ed. Leo S. Olschki, collana Biblioteca Riv. storia lett. rel. Studi, 2010, 268pp, ISBN 978-88-222-5967-7.[7]
- Gli imprudenti limiti della ragione helmontiana, scritto con Giulia Giacomini e Vincent Barras, ed. Th. Univ. Genève, 2009, 539pp.[8]
- Inventaire critique de la correspondance de Jean-Alphonse Turrettini, Editions Honore Champion, 2009, 831pp, ISBN 978-2-7453-1873-2.
- La Bible à la croisée des savoirs, scritto con Riccardo Bentsik, Atti di Convegno de "La Bible à la croisée des savoirs" tenuto a Ginevra dal 16 al 18 ottobre 2000, Lausanne, ed. Revue de théologie et de philosophie, 2001, 210-452pp.[9]
- Edifier ou instruire? Les avatars de la liturgie réformée du XVIe au XVIIIe siècle, Paris, ed. Champion, 2000, ISBN 978-2-7453-0220-5.[10]
- Que la religion chrétienne est très-raisonnable, telle qu'elle nous est représentée dans l'Ecriture Sainte. Discours sur les miracles, scritto con John Locke e Hélène Bouchilloux, Oxford, ed. Voltaire Foundation, 1999, 268pp, ISBN 978-0-7294-0563-8.[11]
- Le Christ entre orthodoxie et lumières: actes du colloque tenu à Genève en août 1993, Librairie Droz, 1994, 209pp, ISBN 978-2-600-00043-7.
- De l'orthodoxie aux Lumières. Genève 1670-1737, ed. Genève, 1992, 88pp, ISBN 978-2-8309-0655-4.[12]
- Apologetique 1680-1740: sauvetage ou naufrage de la théologie? Actes du colloque tenu à Genève en juin 1990 sous les auspices de l'Institut d'histoire de la Réformation Institut d'histoire de la Réformation, ed. Genève, Labor et Fides, 1991, 128pp, ISBN 978-2-8309-0644-8.[13]
- Le philosophe et l'Écriture. John Locke exégète de Saint Paul, ed. Genève, 1990, 99pp.[14]
- Spinoza, Paris, ed. A. Colin, 1988, 146-286pp.[15]
- Entre croire et savoir: le problème de la méthode critique chez Jean Le Clerc, Brill, 1987, 200pp, ISBN 978-90-04-08091-1.[16]